# سيانو
سيانو قرية سورية تتبع ناحية مركز جبلة في منطقة جبلة في محافظة اللاذقية. بلغ عدد سكانها 4,784 نسمة في عام 2004 حسب إحصاء المكتب المركزي للإحصاء.

## التاريخ
منطقة تل سيانو (كانت تعرف بـ شيانو أو اوشناتو) كانت جزء من أوغاريت قبل أن تستقل لتفصل بينها وبين عمريت و ذلك في عهد الملك الحثي مورشيلي الثاني. شاركت شيانو بقيادة أدونو بعل في معركة قرقور والتي تحالف فيها الآراميون ضد الغزاة الآشوريون.